# Talazac
Talazac é uma comuna francesa na região administrativa de Occitânia, no departamento dos Altos Pirenéus. Estende-se por uma área de 1,58 km². Em 2010 a comuna tinha 77 habitantes (densidade: 48,7 hab./km²).